# NGC 5784
NGC 5784 este o galaxie lenticulară situată în constelația Boarul. A fost descoperită în 9 aprilie 1787 de către William Herschel. Se află la o distanță de 79,81 de megaparseci de Pământ.